# Guy Harloff
Guy Harloff (1933-1991) est un peintre, dessinateur, graveur et collagiste franco-néerlandais.

## Biographie
Guy Harloff est le fils d'une mère italo-suisse et d'un père d'origine russe et néerlandaise, Han Harloff, qui était portraitiste et graveur.
Durant sa vie d'artiste, il a vécu principalement entre Londres, Milan, Paris et New York.
Dans sa jeunesse, il est l'assistant de Vittorio De Sica en 1950, puis son intérêt se porte sur les différents rites religieux et leur symbolique, le mysticisme et l'alchimie, ainsi que sur les formes vernaculaires que prend l'écriture. Il produit une série de dessins et d'aquarelles polychromes marquée par ces éléments à partir de 1954, exposant pour la première fois à Florence, à la Galeria Numero, puis en 1959, chez Arturo Schwarz à Milan. Il se lie à William Burroughs, Édouard Roditi, Harold Norse, ou encore Nanos Valaoritis. Il pratique aussi l'eau forte et la lithographie.
Le 14 juillet 1960, il participe au premier happening européen, L'Enterrement de la Chose de Tinguely, organisé par Jean-Jacques Lebel, dans le cadre de la Biennale de Venise et en marge de l'exposition L'Anti-Procès, au palazzo Contarini Corfú, avec, entre autres, Gregory Corso, Peggy Guggenheim, Harold Acton,.
En 1972, Guy Harloff participe à la documenta 5 de Cassel, montrant six peintures et quelques collages, dans le cadre du thème de la manifestation, Individuelle Mythologie.
Dans les années 1970, il engage un travail de dessin et collage inspiré de tapis, objet qui passionne l'artiste, et dont le motif central est l’œil. Il s’agit toujours de l’œil droit de Harloff qu'il transpose comme symbole du centre de l’Univers, de la vision, et du Troisième Œil. Il les avait étudiés et en avait vendus certains lorsqu’il vivait chichement à Paris dans les années 1950. Ses séjours en Iran et au Maroc dans les années 1960 ayant laissés nombre de souvenirs de cet art. La série dite « des tapis » compte notamment des dessins avec collages de photographies d'yeux, probablement le sien, dessins lors de ses séjours à l’Hôtel Chelsea de New York.
Entre 1964 et 1991, certains de ses travaux illustrent des pochettes de disques de musiciens liés au free jazz.
Globe-trotteur et navigateur, il meurt en janvier 1991 à Galliate.

## Expositions, gravures, productions graphiques
- Guy Harloff, Milan, Palazzo della Permanente, avril 1974.
- Pierre Joinul, Banane satellique, Paris, J. D., 1977 — avec sept découpages[8].
- Guy Harloff (1933-1991). Visioni, simboli, alchimie, Milan, Galleria Anna Maria Consadori, février 2018[9].
- Guy Harloff, Paris, galerie Les Yeux fertiles, mars 2019.
- Guy Harloff (1933-1991). Alchimie e sinestesie, Milan, Centro Culturale di Milano, 7 nov. au 5 déc. 2019.